# Битка при Росбах
Битката при Росбах (Rossbach) се състои на 5 ноември 1757 г. в Саксония и има решително значение за развоя на Седемгодишната война. Тя противопоставя армиите на Франция и страни от Свещената римска империя (от една страна) и на Прусия – от друга. Въпреки че разполага с далеч по-малко войници, пруският крал Фридрих ІІ умело използва особеностите на релефа и грешките на противниците си, за да постигне една от най-бляскавите си победи.

## Предистория
Битката при Росбах представлява кулминация на антипруския съюз в Седемгодишната война да осъществи едновременна атака над малкото кралство. Съгласно Втория версайски договор от май 1757 г. Франция, Австрия и Русия се договарят бързо да разгромят Фридрих ІІ и да унищожат мощта надържавата му. Франция обещава да подкрепи усилията на останалите съюзници със 129-хилядна армия, но по-голямата част от нея насочва срещу курфюрство Хановер, което се намира в лична уния с главния френски враг – Великобритания. Все пак около 30 000 французи, подкрепени от 10 900 войници на Свещената римска империя се съединяват на територията на Саксония. Начело стоят двама командири със спорни военни компетентности – Шарл дьо Роан, принц на Субиз и Йозеф фон Сакс-Хилдбургхаузен. За първия се говори, че е назначен на поста, защото е протеже на всесилната по това време фаворитка на Луи XV мадам дьо Помпадур – „защото чертите на лицето му много ѝ се харесвали, защото е бил най-добрият танцьор във Версайския дворец и защото умеел хубаво да говори за всевъзможни дреболии“.
Междувременно Фридрих вече се е озовал в трудно положение, защото през лятото търпи поражения: от австрийците при Колин и от руснаците при Грос Ягерсдорф. Австрия окупира Силезия, ала руснаците се оттеглят и не се възползват от победата си. Австрийският канцлер Венцел Антон фон Кауниц вижда в това шанс за смазване на пруския крал и агитира френското командване за съвместна атака.

## Съотношение на силите
В историографията съществуват две главни становища за числеността на двете армии. В единия случай съотношението е около 2:1, докато в другия е още по-голямо в полза на съюзниците. Автори като Майкъл Клодфелтър приемат, че френско-имперските сили са около 41 – 42 хиляди души. Така смята и българският историк Александър Стоянов. От друга страна, френският изследовател на Луи ХV Оливие Берние заявява, че те са 60 хиляди – 24 хиляди французи и 36 хиляди войници от германските държави, събрани по молба на Мария Терезия, но неподлежащи на общ ред и стратегия. Данните за пруската армия се различават по-слабо: 21 хиляди при Клодфелтър, 25 хиляди при Берние. Едно е ясно – пруският крал е в много по-неизгодно положение и трябва да разчита на някаква изключителна стратегия, за да изкопчи победата.

## Ход на сражението
Субиз и Хилдбургхаузен не подценяват силата на прусаците и се стремят да избегнат тежко сражение с много жертви. Пред тях стои и проблема със снабдяването, което е на критично ниско ниво. Повечето им войници нямат палатки за студеното време, храната и оръжието не достигат, а изпратените от северната армия подкрепления нямат дори обувки. Ето защо те предпочитат да заобиколят пруските линии и оказвайки се в позиция, която ги прави уязвими, да ги принудят да се оттеглят. Един контингент започва обходна маневра от юг, тоест от лявата страна на пруския строй. Фридрих забелязва това движение и сред войската му настъпва раздвижване, което Субиз погрешно взема за подготовка за отстъпление. Това става причина за спад в предпазливостта му.
Всъщност пруският крал не мисли да отстъпва, а вижда чудесен шанс да победи при условия, в които численото превъзходство е останало без значение. Великолепно прикривайки се зад ниските хълмове в района, прусаците се придвижват срещу обхождащите части на противника. Командирът на артилерията Карл Фридрих Молер успява да прехвърли 18 оръдия и да създаде на хълма Янус скрита батарея. Командирът на конницата Фридрих Вилхелм фон Зайдлиц заема позиции с всичките си 38 ескадрона. Така към четири часа следобед (което е скоро преди смрачаване) разтеглените линии на Субиз внезапно са подложени на обстрел, а когато това ги довежда до объркване, са атакувани от скритите конници. Битката е ожесточена и продължава само 40 минути. В нея генерал Зайдлиц е ранен, но не се оттегля. Въпреки че французите се бият с присъщата си храброст, са принудени да се оттеглят. Малко по-късно заемат първоначалните си позиции, но опасността от генерална атака на прусаците не се осъществява.

## Значение
Пруската армия дава само 165 убити и 376 ранени. Нито един прусак не е взет за пленник. От съюзниците са убити и ранени общо 3000 души, към които трябва да се добавят и 5000 пленници. Френско-имперската армия не е разбита и продължава да бъде по-многобройна, но готовността ѝ да воюва е унищожена. Тя се оттегля и позволява на Фридрих бързо да се отправи срещу другия си противник – австрийците в Силезия. Точно месец по-късно те търпят съкрушителното поражение при Лойтен и също отстъпват. Тези две победи придават на Фридрих ореола на непобедим герой. Засега те спасяват неговата малка страна. Окуражават английския крал Джордж II да се върне във войната след като германското му владение Хановер е подписало капитулацията си. До известна степен те бележат обрат, който в крайна сметка ще осигури победата на Великобритания и оцеляването на Прусия.
От друга страна, поражението при Росбах като с магическа пръчица отстранява френската заплаха за Прусия. Субиз е подложен на страхотна критика от враговете си във Версай. Те дори твърдят, че това е загуба само за него, не за страната им. Налага се да бъде сменен, което разклаща позицията на Помпадур. Именно в този момент (според легендата) тя се опитва да успокои Луи ХV с думите „След нас и потоп!“. За жалост френското участие във войната продължава да е свързано с глупави, но болезнени поражения. Скоро това налага преосмисляне на стратегията (виж Трети версайски договор) и насочване на усилията главно към колониите, срещу които Великобритания лакомо се е нахвърлила.